# ビーファイターカブト
『ビーファイターカブト』は、1996年3月3日から1997年2月16日までテレビ朝日系列で、毎週日曜8時 - 8時30分（JST）に全50話が放送された東映制作の特撮テレビドラマ、および主人公が変身するヒーローの名称。

## 概要
「メタルヒーローシリーズ」の第15作目。広義の「メタルヒーロー」としては後続番組の『ビーロボカブタック』や『テツワン探偵ロボタック』も含まれるが、他方で本作品が最後のメタルヒーローとする見解も存在する（メタルヒーローシリーズ#概要を参照）。
前作『重甲ビーファイター』の好評を受け、本作品はその正式な続編として制作された。主人公が高校生であり、「若さ」や「青春」といった要素、正義側の日常生活や学校生活が物語に描かれている点もシリーズの中では特徴的となっている。東映プロデューサーの日笠淳は、前作のメンバーを継続させる案も存在していたが、メカニックなどの構成が前作と似通っているためキャラクターそのものを変更することになったと証言している。前作『重甲ビーファイター』の5年後ということから、本作品の時代設定は「200X年」とされている。
前作のビーファイターのスーツが、随所にメカを織り交ぜた左右非対称のデザインなのに対して、本作品に登場するビーファイターは、複雑な造形を廃したシンプルでよりヒーロー然としたデザインとなっている。敵に対しては前作の敵が比較的人間性を帯びていた者が多かったのに対し、本作品の敵であるメルザード一族はいずれも冷酷で非情な存在と、徹頭徹尾悪役として描写されている。その他、各ビーファイターや武器の名称に日本語が使われていたりと、子供に分かりやすく、前作以上に低年齢層向けとしての側面が強調されている。中盤からは初代ビーファイターの再登場、敵味方を問わず登場した新たな昆虫戦士たちの攻防戦、巨大神の総力戦で、物語の展開を盛り上げた。一方で連続性が強くなり、ゲスト怪人の登場頻度は少なくなっている。
当初、ビーファイターシリーズは「昆虫大戦争」をコンセプトに3年目を念頭に動いていた時期もあり、初期から「3年はやりたい」というような目標を掲げていたが、3年目は厳しいという玩具チームの判断から3年目のアイデアの一つとして存在していた「昆虫大戦争」のコンセプトを本作品の後半に前倒しで導入することとなった。
しかし商業的には前作に及ばず、次回作では従来のバトルアクション路線からの大きな方向転換を余儀なくされた。プレックスのデザイナーによると、後番組は本作品の続編の「シーファイター」が提案され、その時点では本作品までと同様にバトルアクション路線であったものの、その話も立ち消えとなった末にコメディ路線のカブタックになったとのことである。
第7話から、同時期に放映された『激走戦隊カーレンジャー』と共にネガテレシネ（ファインネガビデオシステム）が採用され、送出マスターもそれまでの1吋C-TYPEアナログVTRからD-2デジタルVTRに変更された。それと同時にオープニング・エンディング・予告のみ、シリーズ初のステレオ放送となった。

## あらすじ
地球侵略を企んだ異次元侵略軍団ジャマールがビーファイターの活躍によって壊滅し、地球が平和を取り戻してから5年。新たな悪の軍団メルザード一族が2億年の眠りから覚め、絶滅した生物を怪人として甦らせ、侵略を開始した。一方アースアカデミアから発展したコスモアカデミアの日本支部では、この時を予兆していたかのように新たなインセクトアーマーを開発、装着者に選ばれた橘健吾と鮎川蘭を戦線に向かわせる。そして最強の力を誇るカブト型アーマーの装着者となったのは、メルザードの攻勢の中、勇敢にも彼らに立ち向かった高校生・鳥羽甲平だった。
地球上に生きる命を守るため、今また新たな3人のビーファイターが誕生した。
やがて彼らは2億年に渡る光と闇の戦い「超次元昆虫伝説」に導かれ、光の戦士たちが結集する。

## 登場人物

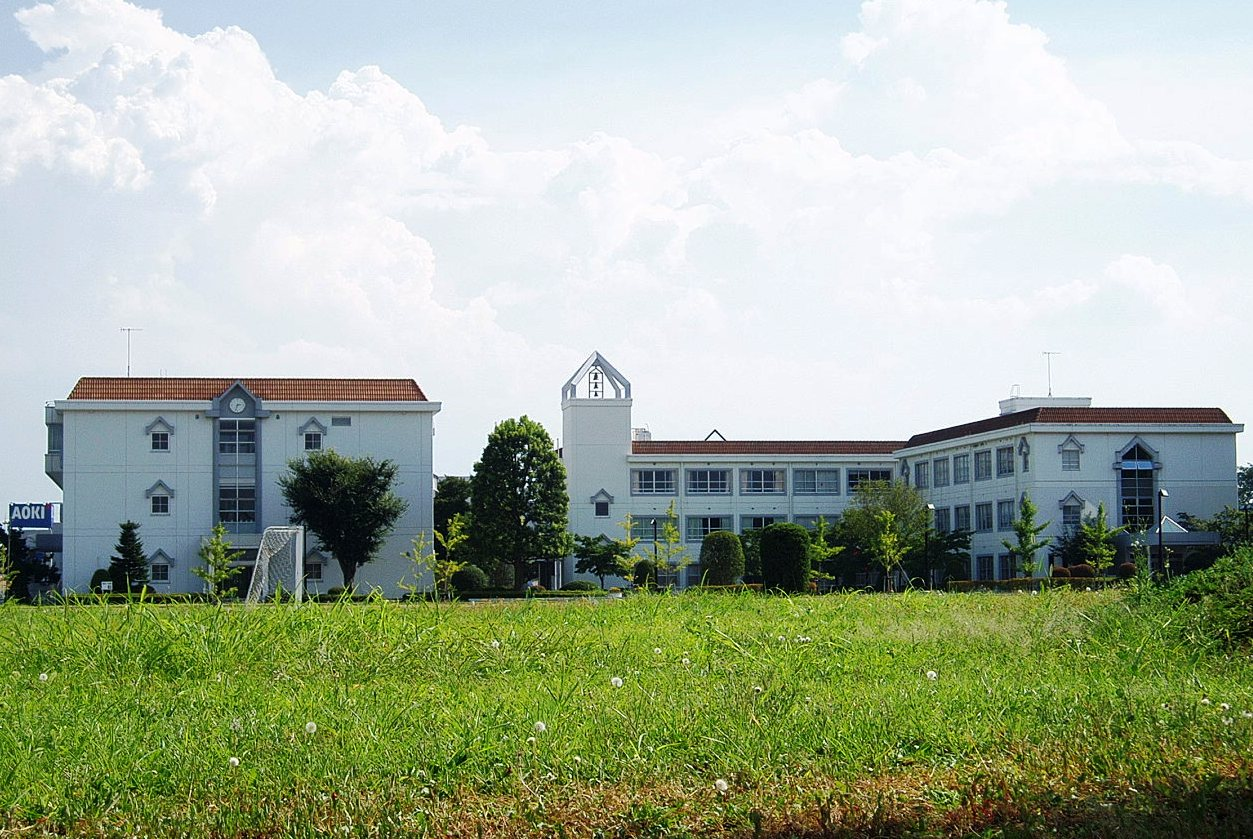
主人公が通う聖聖学園の外観として、屋外の撮影に使用された佐野日本大学短期大学。

### ビーファイター
初代ビーファイターの戦いの後、アースアカデミアはコスモアカデミアに発展拡大。未知の敵に備え、次世代のビーファイターを誕生させた。
前作における「ビーファイター」は集団ヒーロー名を指す語句であったが、本作品では個人ヒーローの名称として扱われており、本作品における集団ヒーローを指す名称は特に登場していない。前作メンバーと区別して新ビーファイターや二代目ビーファイターと表記されることもある。
鳥羽 甲平（）
ビーファイターのリーダーである17歳。一人称は「俺」。聖聖（）学園高等部2年A組。
メルザード一族の侵攻が始まった日にBFカブトのパイロットに選ばれた。
正義感の強い熱血漢の一方、妹のゆいに頭が上がらないところもある。勉強はイマイチだがスポーツ万能であり、スポーツ系の部活の助っ人をしている。しかし、高校生であるがゆえの子供っぽいところや苦労も多く、戦闘続きで出席日数が足りなくなったり、授業中に出動要請の通信が入ったりしたこともあった。彼がビーファイターであることは学校関係者はゆいと幼稚園からの幼なじみの遠藤アツコ以外は誰も知らない。幼少時は虚弱体質でいじめられてもおり、遠藤によく助けられていた。
メルザード一族との戦いを終えた後、高校を卒業し、拓也に誘われて、コスモアカデミアに設立した大学に入学するためにアメリカへと旅立つ。

BFカブト
鳥羽甲平が超重甲する戦士。インプットカードX-X（BFカブト）を使用する。
アーマーはパワーと火器制御が重視されており、20トン級トレーラーを片手で100m先へ投げ飛ばし、パンチで10トンの鉄球を粉砕する。
- 撮影用スーツは、通常の金色の塗料で塗装すると地味な印象になってしまうため、ラメの強いシルバーの下地をクリアのイエローでコーティングすることで黄色みの強い黄金色になっている。
- 玩具ではメッキが用いられているが、メッキが使えない素材を使用しているものは金色だと黄土色に見えて地味になってしまうことから黄色の成型色になっている。

橘 健吾（）
22歳。一人称は「僕」もしくは「俺」。コスモアカデミア日本支部地球環境探査セクションの研究員からBFクワガーのパイロットに選ばれた。
年長者で冷静な性格から、感情的になりやすい甲平と蘭を宥めることもしばしば。
元はカブトの装着者を目指しており、必死に訓練を積み重ね、空手の腕前は師範代もこなすほど。カブトが部外者の甲平を選んだことを最初は快く思っていなかったが、ゆいとの交流でクワガーとしてやるべきことの重大さを知ることになる。
家族は、外交官の父親がいる。

BFクワガー
橘健吾が超重甲する戦士。インプットカードX-Y（BFクワガー）を使用する。
アーマーは高速移動能力と格闘能力が重視されており、優れた反射神経と動体追尾能力を持つ。角から電撃を発射可能。

鮎川 蘭（）
18歳。一人称は「私」。コスモアカデミア日本支部電脳工学研究員からBFテントウのパイロットに選ばれた。
小学1年生の時にゲームプログラムのコンクールに優勝するほどプログラマーやゲーマーとしての才能がズバ抜け、自身の考案したプログラムが街中の至るシステムに採用されている。自信家で感情的になりやすい性格ゆえに、人の忠告が素直に受け入れられない面があるが、洞察力に長ける。後にフリオに好意を持つようになる。
見た目によらず大食いであり、普段の言動も回によっては女言葉だったり男言葉だったりと右往左往している。
実家は草津温泉にある老舗の山本館本店で伝統の三味線も弾けるが、子供のころからの夢であるプログラマーになりたい一心で家出同然で飛び出した。家族に関しては、父は病気で亡くなり、女将をしている母はホテル経営の勉強のために渡米している。

BFテントウ
鮎川蘭が超重甲する戦士。インプットカードZ-Z（BFテントウ）を使用する。
アーマーは操作能力と耐久性が重視されており、情報解析や敵の探索、弱点の分析に優れる。ビートスキャンの強化版ハイパービートスキャンを使用可能。パワーではカブトやクワガーに劣るが、素早く軽快な動きを得意とする。

#### 新ビーファイター（メダルの戦士）
外国のコスモアカデミア所属でインセクトメダルの力を持つ4人の昆虫戦士。
普段は各々の国で活動しているが、日本に度々赴いては、現地のチームと共に戦う。
追加戦士4人は1人ずつ登場することがほとんどであり、作中においてメダル戦士4人も含めた2代目ビーファイターが一堂に会したのは、インセクトメダル争奪戦と最終決戦のみだった。
最終決戦において、闇の波動の結晶を破壊すべく、全昆虫パワーを放出したことで力を失う。
- 当初は追加戦士はヤンマのみであったが、前述の「昆虫大戦争」というコンセプトから新しいビーファイターを大量に出すこととなった[15]。

マック・ウィンディ
聖聖学園に留学生として来たアメリカ人の高校生。一人称は「僕」であるが稀に「俺」を使うこともある。
初登場では甲平同様に様々な運動部の助っ人活動をしていることに加え、女好きで陽気な性格なため、蘭からは「アメリカ版甲平」と評される。明るく陽気な反面、ミスしたときは何事もなかったように陽気に振舞いつつ人知れずに己の不甲斐なさを恥じる一面を持つ。一番得意なスポーツはボクシングと合気道。好物は寿司で、回転寿司をよく利用している。
聖聖学園の留学生として、甲平の前に姿を現し様々な部活の助っ人として登場し張り合ってきた甲平に勝利する。ピンチとなったビーファイターの戦いにヤンマーとして参加。戦ううちに甲平と打ち解けてトンボウガンを授けた。
- 登場初期は超重甲前後を通して吹き替えだったが、43話から超重甲前は演じたルーベン本人が声を当てるようになり、超重甲後のみ吹き替えるようになった。

BF・ヤンマ
マック・ウィンディが超重甲する戦士。別名・風の戦士。インプットカードD-F（DRAGONFLY）を使用する。
コスモアカデミアニューヨーク本部で開発され、アーマーは高速移動能力とパンチ力に優れる。
- 前述のようにヤンマのみで考えられていた時期には、トンボの形のパーツが飛び出すコマンドボイサーや、ヤンマ専用のネオビートマシンやバイクなどもデザインされていた。

フリオ・リベラ
南米アンデスの考古学者であるペルー人。一人称は「僕」だが「俺」を使う場合もある。
自然をこよなく愛する青年で、自然と機械が調和したビーファイターの意味も理解している。
1度はブライトポインターを蘭に渡すがコンピューターなどの現代科学を絶対視する蘭では起動が出来ず、蘭から取り上げ彼女を諌める。そしてキルマンティスとビーザックとの戦いでビーファイターとして必要なことに気付いた彼女に改めてブライトポインターを授けた。

BF・ゲンジ
フリオ・リベラが超重甲する戦士。別名・光の戦士。インプットカードF-F（FIREFLY）を使用する。
コスモアカデミア南米支部で開発され、アーマーは両肩に装備されたルミナークリスタルから光を吸収し、エネルギーにする。

李文（）
中国人教師で元料理人。35歳。一人称は「私」。中国の悲しい争いの歴史から争い全てを好まない。
初来日した日本で子供たちに曲芸や手品を見せたがつまらないと走り去る子供たちに「そんなに戦争ごっこがしたいか」と嘆いており、その心情からミンとして選ばれたが最初は戦士になることを嫌い戦いをさけていた。だが、健吾の説得により、戦いを止める戦いを決意して戦いに参加した。
特技は元料理人の腕前を活かした料理（特に中華）は絶品。また、子供たちを喜ばせるために覚えた曲芸や手品が得意で道端などで披露している。
セミッションマガジンを健吾に授け、インプットライフル完成に繋げた。
その性格ゆえ最初は暗いキャラだったものの、戦いを決意した後にマックと共に再来日してからは陽気なキャラへとシフトした。

BF・ミン
李文が超重甲する戦士。別名・音の戦士。インプットカードC-C（CICADA）を使用する。
コスモアカデミア北京支部で開発され、アーマーは援護型で素早さが他のアーマーより劣るものの、様々な武器を内蔵している。

ソフィー・ヴィルヌーブ
フランス人の天才バイオリニスト。1979年5月10日生まれの17歳。一人称は「私」。
若干10歳でパリ芸術大学に特待生として入学、14歳で卒業後は世間では名の知れたヴァイオリニストになる。
アゲハに選ばれたことに加え、アストラルセイバーのメロディーに導かれて来日。アストラルセイバーから昆虫エネルギーを与えられたことでアゲハに超重甲できるようになった。第40話において、甲平に想いを寄せていることが判明。
かなりのおてんば娘で自身のコンサートをすっぽかしてアストラルセイバーを探しに行くなどかなり自由奔放。初戦闘時にはテントウのインプットカードガンを勝手に借用し使ったりした。また、戦士になれたことに浮かれて1日に17回も超重甲したり、初対面の老師を「おじいちゃん」と呼ぶなどあまりの自由奔放さと戦士としての自覚のなさや昆虫たちを少々バカにした発言もあり、説教をされた老師と喧嘩してしまい、そのさなかに襲撃され老師を拐われてしまう。そのことを反省した彼女はアストラルセイバーの発見と老師の奪還に貢献した。

BF・アゲハ
ソフィー・ヴィルヌーブが超重甲する戦士。別名・花の戦士。インプットカードS-W（SWALLOWTAIL）を使用する。
コスモアカデミアフランス支部で開発され、アーマーはテントウを上回る探査能力を誇る。頭のバタフライフィンと両肩のレーダーパネルからなるフライフィンレーダーにより、数10km先の敵の探索も可能。
- インプットカードの玩具は、女性戦士が商品開発サイドに軽視されていたことから、不要とされていたが、商品化することとなり、カードが増やせなくなったため、シールでの対応となった。

#### 初代ビーファイター
異次元侵略者軍団ジャマールから地球の平和を守りぬいた昆虫戦士チーム。博士や甲平たちからは「先輩ビーファイター」と呼ばれた。
ジャマールとの戦いの後、ビーコマンダーを封印。世界各地のコスモアカデミア支部で活動するが、サソリのインセクトメダルを回収すべく帰国し、ビーファイターとして復活を果たす。メダルの回収こそ叶わなかったが2代目ビーファイターにメダル戦士の存在を匂わす事実を伝えた。
ダーグリフォンとの戦いでも2代目ビーファイターと共闘するがダーグリフォンの闇の波動に対抗するための光の波動で昆虫パワーを使い果たし、ビーコマンダーが消滅してしまう。
甲斐 拓也（）/ブルービート
コスモアカデミア ニューヨーク本部で活動。メガネを着用することもある。
ネオインセクトアーマーの開発に携わり、カブトの誕生も見届けた。

片桐 大作（）/ジースタッグ
コスモアカデミアの派遣員として、ヨーロッパを中心に活動。甲平のことは「坊主」とも呼ぶ。
インセクトメダルを巡る戦いではヒゲを生やしていた。

鷹取 舞（）/レッドル
コスモアカデミアで活動しているも任地は語られず。

### ビーファイターの支援者
小山内 勝（）
コスモアカデミア日本支部長。38歳。
アースアカデミアの日本支部長であった向井健三とは大学時代の後輩に当たる。趣味はバイクと盆栽いじり。
デズルの手でビートルベースの自爆と同時にニューヨーク本部を始めとする世界中の基地も自爆されそうになった際、プログラムを操作して、他の支部の自爆阻止に成功したが、ビートルベースの自爆に巻き込まれてしまう。しかし、地下シェルターに避難したことで軽傷だけで済んだ。

鳥羽 ゆい（）
甲平の妹。聖聖学園高等部1年B組。16歳。
両親がアメリカに赴任中のため、家では家事一切をこなしている。何かと「お兄ちゃん」と面倒を見たがる彼女もブラザーコンプレックスであるが、健吾を慕っている一面もある。兄から「ビーファイターのマネージャー」を押し付けられるはめになり、ビートルベースによく出入りする。

人工生命体ビット
ビートルベースのメインコンピューターの中にいる生命体。
子供っぽい性格だが分析力に優れ、蘭の手伝いもする。携帯端末で活動することも可能。
パソコン通信で知りあった少年・中川恭一と仲良くなるも自身が人間でないことへのコンプレックスから、コウちゃん（甲平の名を捩ったもの）と名乗っていたがザースト事件を経て、恭一に自身の正体を明かし、本当の意味での友達になった。
ビートルベース崩壊前、小山内の命により、携帯端末に移動し、ゆいを連れて脱出した。

老師
ビーファイターの生みの親である昆虫界の最高責任者。
ダーグリフォンとの戦いで闇の波動と光の波動による昆虫たちへのダメージを自身の命と引き換えに抑え込む。ダーグリフォン撃破後、拓也たちに看取られながら息を引き取り、普段住んでいた洞窟に埋葬された。

白いカブト
老師の息子。
メルザード一族との戦いが終わった後、父の墓参りに訪れ、父の遺志を継いで新たな長老になることを約束する。

## ビーファイターの装備
前作から登場の初代ビーファイターの装備については、重甲ビーファイター#ビーファイターの装備・戦力を参照。

### ネオインセクトアーマー
初代ビーファイターが使用していたインセクトアーマーをベースにしてコスモアカデミアが開発した次世代アーマー。人間と一体化することで起動する外骨格生体甲冑であり、キチンを元に作られた疑似甲殻細胞にチタン、タングステンなどの金属イオンを吸着させ、特殊硬化させたインセクタイト・マテリアルに、ジルコニューム、珪素をコーティングして強度を高めたネオインセクタイトが外装甲として用いられている。
動力源はアーマー肩部のグリッドから吸収した大気中のイオンエネルギーが内部でプラズマ化して使用されている。
ヘルメットが着脱可能なものとなっているが、実際の描写は第1話でのカブトのみ。
追加戦士が使用するのは、コスモアカデミアの各支部が開発したプロトタイプアーマーに、異次元から飛来した4つのインセクトメダルに秘められた昆虫の精を注入して完成させたネオインセクトアーマーTYPE-IIである。
- 甲虫と甲冑のキャラクターイメージで、馬上の騎士の動きが取り入れられた戦法となっている[28]。

### 変身アイテム
コマンドボイサー
ネオインセクトアーマーを装着するための変身アイテム。下部のスロットにインプットカードを挿入し、音声コードを入力することで、超重甲、ネオビートマシン、ロードビートルの発進などを行う。ネオインセクトアーマーは内部に縮小圧縮されて封入されており、超重甲コードを入力すると声紋識別装置で着用者かどうかを確認し、展開した角が空気中のイオンエネルギーを吸収。アーマーは元のサイズに膨張し、0.1 - 0.15秒で着用者の体を包む。戦闘後は内部でアーマーを自動的に修理する。通信機としても使用可能。ジャドーマザーラ打倒後、光の意思の力によって消滅した。
- 前作『重甲ビーファイター』のビーコマンダーは四角であったが、こちらはより虫の形に寄せている。インプットカードのデザインイメージは、クレジットカードやSF映画の主人公が使用する認証カード。
- インプットカードは『特警ウインスペクター』の「DXウインスコード」に付属していた「SPカード」がギミック発動用のものしか商品化されなかったため、そのリベンジの意味合いとして変身にカードを使用することとなった。
- 変身ポーズは顔の右側に両手でコマンドボイサーを掲げ、口元に近づけているものだが、このポーズは玩具が音声を上手く認識できるものであり、ギミックを説明された東映が考案したものである。

インセクトコマンダー
追加戦士が使用する新型の変身アイテム。機能はコマンドボイサーとほぼ同一だが、下部のパーツがクリアレッドとなっていたり、インプットカード挿入時に展開する角が共通のカバーに置き換わっているなど、外見デザインには差異が見られる。最終決戦において、追加戦士4名のコマンダーが戦地に現れたガイストアックスに宿り、クワガタイタンを復活させ、召喚するためのエネルギーとなった。

### ビーファイターの標準装備
インプットカードガン
カブト、クワガー、テントウが右太股のホルスターに携行している多機能銃。マガジンから取り出したインプットカードをスロットに差し込むことで様々な弾を打つことができる。劇中では以下のカードが使用された。
アタックビーム（インプットカードIC-01 /  ATTACK BEAM）
破壊光線。
ファイヤービーム（インプットカードIC-02 / FIRE BEAM）
高熱の火炎弾。
ジャミングビーム（インプットカードIC-03 / JAMMING BEAM）
超音波弾。主に離脱時に使用。
ニードルレーザー（インプットカードIC-04 / NEEDLE BEAM）
針状の光線を連発する。
セメントビーム（インプットカードIC-05 / CEMENT BEAM）
敵を固めるセメント弾。
コールドレーザー（インプットカードIC-06 / COLD LASER）
冷凍ガス。
トルネードシャワー（IC-07）
消火弾。

#### フィニッシュウェポン
カブト、クワガー、テントウの個人武装。初代ビーファイターのスティンガーウェポン同様にアーマーの背面に収納されており、背面に右手を翳すことで手元に出現する。
複数人のフィニッシュウェポンをクロスさせることで、エレクトリックショックウェーブという最大100万ボルトの電撃を放つことが可能。
カブトランサー
カブト用フィニッシュウェポン。両端に矛状の刃が付いた槍。特殊合金ネオインセクタイト製で厚さ50センチメートルの鉄板も切り裂く。
イオンエネルギーを刃に流し込むと1秒間に5万回の超振動を発生させ、厚さ2メートルの鉄塊も切断する。超振動させたランサーを高速で振り回して真空状態でプラズマを集め相手を横に斬り倒すライナーブラスト、ロードカブトに乗ったままランサーを前に突き出して突撃するキャバリアーランサーといった必殺技を放つ。
- 玩具では刃自体が柔らかいPP樹脂で出来ており、刃の内側を抜くことでよりしなるようになっているなど安全性を意識したデザインになっており、後年の『百獣戦隊ガオレンジャー』の百獣剣などでもその手法が使われている。

クワガーチョッパー
クワガー用フィニッシュウェポン。先端にダイヤモンドコーティングされた超金属ネオインセクタイト製の鋏状アームが付いた槍。
直径50センチメートルの鉄棒やセラミック柱も切り裂くほか、敵をアームで抱え上げて投げ飛ばすという戦法を取ることができる。アームを超振動させて衝撃波を発生させ、重力波を加えて振り下ろすグラビティクラッシュという必殺技を放つ。

テントウスピアー
テントウ用フィニッシュウェポン。両端に四つ又の刃が付いた槍。ネオインセクタイト製で厚さ40センチメートルの鉄板も貫通する。
イオンエネルギーを刃に集めると刃先から破壊波を発生し、厚さ2mの鋼鉄板も貫く。刃先の超振動フィールドからエネルギーを放出したスピアーで斜め上に2連続で斬り上げるクロスウェイスライサーという必殺技を放つ。

### ビートアームズ
海外のコスモアカデミアで開発された武器。最初はアゲハ以外の追加戦士が所持していたが日本チームに託された。  
トンボウガン
トンボを模した加速電子高速銃。
両サイドの羽を展開させて、空気中のイオンエネルギーを取り込んで加速させて、高速電子ビームとして放つことが出来る。4 - 5秒の連射で大型戦車をも蜂の巣にする威力を持つ。
インプットカードガンを後部に合体させることでより強力なビームライフルとして使用することができる。
第28話でヤンマが唯一の武器として初使用し、第29話でヤンマがカブトに授けたが、元の持ち主であるマック/ヤンマの登場回で彼が再び使用することも何度かあった。

ブライトポインター
ホタルを模した特殊パラライザー。
先端の超光粒子集約レンズから敵の目をくらます閃光・ブライトフラッシュやネオインセクトアーマー修復光線・メンテナンスレイを放ち、麻酔銃としても使える。
インプットカードガンの上部に合体させることで破壊力のある光弾・インパクトフラッシュや光のバリア光線・フラッシュバリアを放つことが出来る。
第30話から登場し、ゲンジがテントウに授けた。
- 玩具ではインプットカードガンとの合体は、固定がゆるく、不安定になるため、推奨されていない。

セミッションマガジン
セミを模した弾倉型ビートアームズ。
ネイチャーエナジーカード（炎、水、光、雷、嵐、地の6種）が綴られており、その中から1枚を引き出した状態でインプットカードガン後部に挿すとカードに応じた自然現象を操る攻撃を放つことができる。
ブライトポインターと一緒にインプットカードガンに合体させれば、メンテナンスレイの強化版リバイタルウェーブを放ち、あらゆるネオインセクトアーマーの異常を修復出来る。
第31話から登場し、ミンがクワガーに授けた。
- モチーフは単語帳で、複数のカードを無くす可能性があったことからくっつけるというコンセプトとなった。

インプットライフル
インプットカードガンと全てのビートアームズが合体した必殺ビームライフル。
インプットカードガンの20倍の威力を誇り、20キロメートル先の標的も捉える。
第31話から登場し、その威力から火器制御に優れたカブトの事実上の専用武器となっており、カブトはこの銃を用いて、カブトニックバスターを放つ。
ミスティ・ホーンとの戦いでは病み上がりのカブトに代わり、クワガーがヤンマとミンの補助を得てのクワガティックバスターを放った。

### 追加戦士の武器・技
トンボウガン

スピニングボンバー
ヤンマの得意技。時速200キロで敵に突進して放つコークスクリューパンチ。厚さ1mの鉄板も貫く。

ドラゴンフライング
ヤンマの得意技。腕を広げ、高速回転しながら敵に体当たりする。

ライトニングキャノン
ゲンジが右腕に装着して使う大型砲。爆裂球弾、6,000度の高熱で敵を溶かす溶融光弾、暗闇を30分間昼間のように照らす照明弾、煙幕弾などのライトニングカプセルを装填して発射する。

マックスフラッシャー
ゲンジが両腕から放つ目くらまし光。

ソニックプレッシャー
ミンの胸の装甲に内蔵された、超音波破壊砲。敵の脳波を混乱させ、一点に絞れば小山をも破壊する威力。

リンガーソード
ミンが使う二刀流の剣。イオンエネルギーを流し込むことで、1秒間に10億回の振動を発生させ、厚さ1メートルの鉄塊も切り刻む。

ルーザーアロー
ミンが触角状の角から発するエネルギーレーザー。

ブルームキャノン
アゲハが使う大型拡散ビームバズーカ。インプットカード（FLOWER WEAPON / BLOOM CANNON）をインセクトコマンダーに挿入して出現させる。威力はインプットカードガンの3倍。ビームシャワーを放ち半径20メートル以内の敵を倒すほか、砲口の花びら状の飾りを展開させると、必殺ビームマキシムブラストを放つことができる。

### 初代ビーファイターの新装備・新技
超高周波発生装置
コスモアカデミアニューヨーク本部で開発された大型砲。ダーグリフォンの放つ闇の波動＝超低周波に対抗した。

ソニックフラップ・光の波動
3人のインセクトアーマーに強化プログラムをセットした合体技。3人のアーマーのエネルギーを光の波動に変えて放出し、ダーグリフォンの闇の波動を打ち消したが、代償で3人のビーコマンダー・インセクトアーマーも消滅した。

### 光の意思が生み出した武器
インセクトメダル
昆虫の精の結晶体とも呼べる8枚の金色のメダル。
ジャマール壊滅時の影響で生じた次元の亀裂からトンボ・ホタル・セミ・アゲハチョウのメダルが地球に飛来すると、回収したコスモアカデミアにトップシークレットとして研究され、追加戦士の誕生にも繋がった。
5年後の本編中盤において、再び生じた次元の亀裂からサソリ・ムカデ・カマキリ・ハチのメダルが地球に飛来すると、ビーファイターとの争奪戦を制したメルザード一族の手に渡り、ビークラッシャーの誕生にも繋がってしまった。
そしてカブテリオスの力を巡って勃発した2度目の争奪戦において、最終的に全メダルがビーファイターの手に渡る。
- イメージは『南総里見八犬伝』の霊玉。
- 玩具では窒息防止用に小さな穴が開けられている。

アストラルセイバー
琥珀色の球体の中にビッグビートルモードのカブテリオスが封印されている鞘付きの神秘の短剣。
柄の部分にはインセクトメダル8枚を収めるスペースがある。武器としても使用可能であり、光線も発射。インセクトメダルを持たずに触れた者には衝撃波が放たれてしまう。
第33話でアゲハがカブトに授け、第34話でデスコーピオンに奪われてしまうが、第35話で奪還し、完成させた。ジャドーマザーラ打倒後、光の意思の力によって消滅した。
- 玩具での商品名は「甲神封印剣アストラルセイバー」。

魔性の斧ガイストアックス
クワガタイタンが封印されている5枚刃の斧。
アストラルセイバーとは異なり、インセクトメダルは必要としない。
第37話でメルザードが作った次元の裂け目の向こう側に赴いたビークラッシャーが入手。デスコーピオンが所持者となる。第42話でクワガタイタンが敗北した際、宇宙の彼方へと飛び去ったが最終回で再び地球に現れ、追加戦士4名のインセクトコマンダーを取り入れ、クワガタイタンは本来の光の超巨大兵として復活し、クワガーが所持者となった。ジャドーマザーラ打倒後、光の意思の力によって消滅した。
- デザインは岡本英郎が担当。

### メカニック
前作から登場の初代ビーファイターのメカニックについては、重甲ビーファイター#メカニックを参照。
ビートルベース
コスモアカデミア日本支部兼ビーファイターの基地。所在地は極秘であり、昆虫の自己防衛機能を用いたジャミング機能を有する。
上部のAハッチからステルスジャイロ、前面右側のBハッチからクワガタンク、前面左側のCハッチからカブトロンが発進する。
第48話でデズル、ドード、キルマンティス、ビーザックの4名が、コスモアカデミアを壊滅させようと本基地に侵入。キルマンティスとビーザックは自爆して、ネオビートマシンを破壊し、デズルは小山内に化けて全コスモアカデミア支部の時限爆破プログラムを起動させたが、本物の小山内によって日本以外の支部の爆破プログラムは阻止。結果的に本基地は爆破してしまったが、小山内は地下シェルターで助かっている。

ネオビートマシン
初代ビーファイターのビートマシンの強化型として開発されたコスモアカデミア製の巨大マシン。第3話で初登場。
第48話において、キルマンティスとビーザックの自爆で失われてしまう。
カブトロン
カブトのネオビートマシンであるカブトムシ型可変戦闘6輪装甲車。インプットカード（KABUTORON）を使用して発進させる。大型戦艦2隻分の出力を持つほか、翼を展開してフライトモードとなり、短時間ながらマッハ5での飛行も可能。
武器は2門のビームキャノン、角から発射する、小さな山を粉々にする威力を持つカブトシューターなど。
車体がポップアップした格闘戦形態のバトルフォーメーション（バトルモード）にも変形でき、ダイヤの5倍の硬度を持つ角で敵を突き上げるホーンスラスターが使えるようになる。
クワガタンク
クワガーのネオビートマシンであるクワガタ型可変戦車。インプットカード（KUWAGATANK）を使用して発進させる。
武器は6門のビームキャノン、角から発射するクワガーキャノンなど。
格闘戦形態のバトルフォーメーション（バトルモード）にも変形でき、角を発射して敵を捕らえ、岩に叩きつけた後、機体と角をつなぐ特殊金属製ロッドを通して敵に電流を浴びせるシュートシザースが使えるようになる。
ステルスジャイロ
テントウのネオビートマシンであるテントウムシ型ジャイロプレーン（高速戦闘ヘリ）。インプットカード（STEALTHGYRO）を使用して発進させる。
武器は2門のビームキャノンから放つステルスブラスター。バトルフォーメーションへの変形機能はないが、可動した両翼のキャリアハンドにカブトロン、クワガタンクを連結したジョイントフォーメーションで空輸できる。

ロードビートル
ビーファイターが乗る特殊バイク。第1話ではロードクワガーのインプットカードが登場するが、ロードカブトとロードテントウのインプットカードは登場していない。スーパーハイドローリックエンジンやオートバランサー、2門のビームキャノンを装備している。
- 前作にはない要素として大型バイクを登場させることとなった。

ロードカブト
カブトが乗る。固有の武器は2連装大型ビームランチャー。
ロードクワガー
クワガーが乗る。固有の武器は衝撃波発生装置となっているカウル部のクワガタ型アーム。
ロードテントウ
テントウが乗る。固有の武器はパルスビームマシンガン。
オサナイオー
第13話に登場。ロードビートルの試作型。正式名称は「OSANAI-OU」で、「アクセル連動自動覚醒運行機能搭載試作ゼロ号」を意味する「Operating system of Self-Awake Navigation with Accelerate-I nter face-set-in O(zero)-Unit」の略。通常はアメリカンバイク（ベースはスズキ・サベージ）だが、高速走行が可能なスーパーモード（ベースはスズキ・RF400R）に変形できる。残像を発しながら超スピードで移動する「オサナイオー・シルエットミラージュ」が主な技。スーパーモードではエネルギーの消耗が早いのが弱点。ロードビートルが完成してからは小山内の趣味の愛車となっている。

スペック
| 名称             | 全長  | 全幅  | 総重量 | スピード                               |
| ---------------- | ----- | ----- | ------ | -------------------------------------- |
| カブトロン       | 7.8 m | 4.5 m | 3.2 t  | 450[32] - 600 km/h マッハ5（飛行）[32] |
| クワガタンク     | 8.0 m | 4.5 m | 5.0 t  | 250 - 300 km/h[32]                     |
| ステルスジャイロ | 6.5 m | 10 m  | 3.2 t  | マッハ3.8[32]                          |
| ロードビートル   | 3.3 m | 1.3 m | 0.35 t | 200 km/h[12]                           |

## 超巨大兵
2億年前“光の意思”と“闇の意思”の戦いが行われた際、光の意思が戦力として生み出した昆虫型巨人。全次元を滅ぼしかねないほどの凄まじい力を秘めているため、闇の意思を倒した後、悪用を防ぐために封印されていた。昆虫型のビッグビートルモードから人型のビルドモードに変形し、召喚用のアイテムを持つ者がパイロットになる。
大甲神カブテリオス（）
カブトムシの姿をした超巨大兵。全長300メートル。第35話から登場。
インセクトメダルとアストラルセイバーの争奪戦の末、ビーファイターカブトが使役するようになった。ビーファイター最大の戦力となるが、それゆえに召喚者のカブトが集中的に狙われたり、カブテリオスもクワガタイタンとの戦いで消耗した結果、一時的に石化したりもした。
武器である大甲剣（）から、太陽のフレアに匹敵するエネルギーを秘めた回転火炎弾を発射するビッグフレアを必殺技としている。胸部の紋章部分からはグローリアスフレア、目からはテリオスフラッシュを放つ。
- 昆虫をモチーフとしていた仮面ライダーシリーズへの配慮から、スーパー戦隊シリーズには『忍風戦隊ハリケンジャー』まで昆虫モチーフの巨大ロボが登場していなかったため、同年に放送されていた車モチーフの『激走戦隊カーレンジャー』との差別化から、カブトムシ型の巨大ロボを登場させることとなった。ただし、前作のメガヘラクレスのように虫型への変形はしないものとなり、繭状のカプセルのような形態から人型に変形する案もあったが、カブトムシ型から変形することとなったため、ビッグビートルモードでは戦闘は行わないこととなった。
- 変形シーンはCGで描写された。特撮監督の尾上克郎は、予算を使いすぎて怒られたと述懐している。
- 玩具は『鳥人戦隊ジェットマン』（1991年）の「DX天空合体ジェットイカロス」以来5年ぶりとなる「DX超合金」として発売された。

邪甲神クワガタイタン（）
クワガタムシの姿をした超巨大兵。全長はカブテリオスと同じく、300メートル。第38話から登場。
カブテリオスと共に光の意思によって生み出されたものだが、かつての戦いで闇の意思に捕らわれてしまい、闇の超巨大兵に変えられた。第38話ではデスコーピオンが操縦して、カブテリオスと戦った際には、クワガタンクとステルスジャイロの支援を受けたカブテリオスと引き分けとなり、カブテリオス同様に石化する。第41話で復活した際にはマザーメルザードが融合し、第42話では月面でカブテリオスと交戦するが、グローリアスフレアに敗れ、宇宙の果てに消えていった。第50話（最終回）で追加戦士4人のインセクトコマンダーの力により、光の超巨大兵として復活、クワガーが乗り込んでジャドーマザーラと戦った。
武器の邪甲剣（）から火炎弾を発射するタイタニックフレアと左腕から放つタイタニックサンダーを必殺技としている。目からは破壊光線タイタニックフラッシュを放つ。なお、タイタニックサンダーは、闇の超巨大兵のみの力である。
- デザインはプレックスが担当。
- 当初は玩具を売りにするつもりはなく投入されたものであり、『世界忍者戦ジライヤ』の磁雷神とは異なり、何度対戦してもおかしくないような、『大鉄人17』のワンエイトや『ジャイアントロボ』のGR2のようなライバルロボとして登場することとなった。
- 雑誌『てれびくん』の読者プレゼントコーナーでソフビ人形のみが商品化された。後に海外版『ビートルボーグ・メタリックス』の「BORON（ボロン）」としてDX超合金と同規格の商品が発売された。

## メルザード一族
異次元侵略軍団ジャマール壊滅から5年後に現れたマザーメルザードとその子供たちで構成される悪の超軍団。2億年の眠りから目覚めた絶滅種の一族で、地球の全生命を抹殺すべく、地上を侵略する。超巨大要塞メルザードスを本拠地としている。
皇祖女帝マザーメルザード（）
メルザード一族の全能の巨大神。
様々な生物の化石を食べ、それを怪人として産み落とす。両目から破壊光線を発射し、口から吐く光線で相手を胃袋に吸収する。自身の体をメルザードスと直結し、自らの生体エネルギーで動かしている。普段は巨大だが、クワガタイタンと一体化した際には人間大のサイズになったことも。
一族の母に当たるが、一族にとっては親というより畏怖の対象となっている。非情な性格で、息子であるライジャやデズルに対しては兄弟愛は不要と説いており、劇中で1度だけ2人が手を組もうとした際には激怒するほど。また、復活して怪人を産み出す能力を得た際は表面的に強化を喜びつつ、内心では自分を脅かすのではと疎ましく考える。
その正体は、ジャマール首領ガオームと同様に闇の意思の子孫であり、自らが闇の意思の後継者となった。
第47話で初代ビーファイターチームの光の波動とダーグリフォンの闇の波動で発生させた暗雲から降らせた雨を浴びた者たちの体内に生体時限爆弾を作り出し、一週間後に完成した全ての爆弾を起動させて、地上を滅ぼそうとする。第49話でメルザードスに乗り込んできたビーファイターと直接対決を展開。カブト以外のビーファイターが生体時限爆弾の影響で動けなくなり、優位に立つが、カブトのライナーブラストでメルザードスからのエネルギーを断たれ、それにより活動可能になったメダル戦士4人の全昆虫パワーで闇の波動の結晶を破壊され、全ての生体時限爆弾が消滅。メルザードスも破壊されてしまった。
- デザインは野口竜が担当。

ジャドーマザーラ
第49話・第50話に登場。マザーメルザードが変身した姿。カブテリオスよりも一回り大きい。生体時限爆弾とメルザードスを失った後、この姿となり、地上で暴れまわる。
光の巨神として復活したクワガタイタンを圧倒するも、加勢したカブテリオスとの連携攻撃の前に敗れ去った。
- デザインは野口竜が担当。
- 初登場時の紹介テロップは本放送およびビデオ版ではVTR編集によるスーパーインポーズだったが、DVD版ではフィルム焼き付けになっている。

恐竜武人ライジャ（）
メルザード一族の長男。
トリケラトプスのような姿をしており、剣の使い手。戦闘時は口元にマスクを装着する。プライドの高い武闘派ながらも冷静さや武人の矜持も持つ。人間態も有する。
インセクトメダルを巡る攻防で新旧ビーファイターを纏めて苦戦させ最後はライバル視しているカブトに倒されたが、それと引き換えにメダルの確保に成功する。
後に闇の意思によって強化再生し、デズルと協力すれば新たな怪人を作れるようになった。メルザードの後継者争いでデズルとは不仲だが、一度復活前にデズルと手を組もうとして、それを知ったマザーメルザードの胃の中にデズル共々囚われ、争うことを強要されている節がある。パワーアップ後はカブトの新必殺技を破るほど強力になった。
最終決戦ではクワガーを苦戦させ、カブトのアーマーを貫くも、根気で立ち上がったカブトのライナーブラストを受けなおも反撃に転じ、もう勝負はついたと制止するカブトを振り切りカブトランサーの一太刀を受け、自らが闇の意思の戦士であることを叫びながら爆死した。
- デザインは原田吉朗が担当。

深海魚人デズル（）
メルザード一族の次男。
深海魚の化石から生み出されたため、古代魚のような姿をしており、ずる賢い狡猾な頭脳派。ライジャのことは「兄者」と呼んでいる。
ライジャが倒されてから間もなく、マザーメルザードの体内で自身の親衛隊のパワーとエネルギーを自らに移植して、デズル・ザ・グレートとして生まれ変わるが、カブトニックバスターの一撃を受けて首から下を全て吹き飛ばされた。
第36話で闇の意思によって強化再生を果たし、首から下は胴体が無い手足のみの虫を思わせる多足型となるなど、強化再生前よりも大きく姿が変わっている。強化されたことからくる自信からか、ライジャと共にメルザードとは独立した作戦行動に出るようになる。
最終作戦の最中、小山内に化けて、ビートルベースに侵入。コスモアカデミア全支部の時限爆破プログラムを起動させ、コスモアカデミア壊滅を目論む。小山内の奮闘で全支部の爆破を阻止されながらも日本支部の破壊には成功するが、カブトとの対決でカブトランサーで串刺しにされたところをカブトニックバスターを受けて敗れ去った。
- デザインは原田吉朗が担当。

昆虫剣士ミオーラ（）
ライジャ親衛隊の女隊長。
カマキリのような姿をしており、二刀流使い。戦闘時はライジャと同様にマスクを装着する。ライジャに心酔しており、絶対の忠誠を誓う。人間態にもなれる。
最終決戦でテントウとの一騎討ちの末、クロスウェイスライサーの前に敗北。
- デザインは原田吉朗が担当。

石貝侍従ドード（）
デズル親衛隊の隊長。
アンモナイトの化石から生み出され、投擲武器にもなる扇と矢を使用する。「〜でゲス」が口癖。デズルをおだてており、デズル同様に狡猾だが抜けた面も見られる。犬が苦手。
ビートルベース壊滅作戦でカブトのアタックビームで吹き飛ばされたところをデズルと共に串刺しとなり、カブトニックバスターの前に散った。
- デザインは原田吉朗が担当。

メルザード怪人
マザーメルザードが触手で捕食した絶滅種生物の化石から生み出された卵から誕生する怪人たちで、メルザードは彼らを生み出す際にある程度の苦しみを伴う。総じて「○○獣」の別名を持つ。倒されると爆発または消滅し、化石に戻って崩壊する。
古代地上戦士
ライジャが率いる陸上生物の化石から生み出された怪人たちで、通称「陸の兄弟」。
古代海中戦士
デズルが率いる深海生物の化石から生み出された怪人たちで、通称「海の兄弟」。カッパラパのように複数の深海生物の化石から誕生した者や、カイザゾラーのように誕生条件が特殊な者もいる。
暗黒合成獣
中盤より登場。強化されたライジャとデズルによって作られる怪人たち。従来のメルザード怪人以上に強力な力を持つ。
闇の波動の戦士
終盤より登場。闇の意思の後継者となったメルザードによって作られる怪人たち。前述の3種類以上に強力で、マザーメルザードは彼らを生み出す際にこれまでの怪人生成時以上の苦しみを伴っていた。

親衛隊
メルザード一族の戦闘員。それぞれ体色や目の色などが異なる2種類の姿が存在している。第33話でビークラッシャーと共に行動した時点で登場しなくなった。
ライジャ親衛隊
ライジャ配下の戦闘員たち。白亜紀に生息していた地上型の絶滅生物（パキケファロサウルス、プテラノドン、クモ）で編成されている。ライジャの好みである血の色をした真紅のマントを着用している。
第19話では海賊の恰好をしている。
- デザインは野口竜が担当。

デズル親衛隊
デズル配下の戦闘員たち。古代海洋の絶滅生物（ディニクチス、クラゲ、チョッカクガイ）で編成されている。海の色であるブルーのマントを着用している。
前期オープニングではビーファイターカブトたちと戦っている。
- デザインは野口竜が担当。

### ビークラッシャー
かつて自ら誕生を拒んだマザーメルザードの子たちが、新ビーファイターと同様のインセクトメダルのパワーから生み出したプロトタイプアーマーの中に不気味な生命体が侵入することで誕生した邪悪な昆虫戦士。「闇の四鎧将」（闇の四凱将）とも呼ばれる。
- デザインはビークラッシャーはプレックス、プロトタイプアーマーはマイケル原腸、不気味な生命体は原田吉朗が担当[50][49]。ビーファイターは追加戦士を含めて7人もいたことから、当初は狡猾なイメージのあるハエを始めとした多くのキャラクターが考案されていた[6]。ムカデとサソリは分類上では昆虫ではないが、悪そうなイメージの代表格であることから編入された[6]。

猛毒鎧将デスコーピオン（）
サソリのビークラッシャー。日本の黒金山でゆいが発見し、争奪戦の末にライジャに奪われてしまったサソリメダルから誕生。
右腕の鞭ポイズンアンカーには1ミリグラムで象を即死させる毒針を備える。左腕に装備するハサミスローターシザースは直径50センチメートルの鉄柱も切り裂く。
ビークラッシャーのリーダー格であり、正々堂々の戦いを好む騎士道精神の持ち主だが、戦い以外の生き方に興味を示さない。
ライジャ同様にカブトをライバル視しており、最終決戦ではカブトのライナーブラストで致命傷を負いながらもカブトを称え、戦士として満足いく最期を迎えられたことを喜びながら爆散した。

冷血鎧将ムカデリンガー（）
ムカデのビークラッシャー。メルザードスに降ってきたムカデメダルから誕生。
全身に生えた棘を人間に刺し、自分の意のままに操る。巨大な槍ハンドレットフィーラーが武器。胸部より展開させた触手から数十万ボルトの高圧電流を放つムカデニックボムも強力。
短気で冷酷な性格で、目的のためなら仲間を見捨てることすらあるが、第39話で同族のムカデがトカスズラの消化液の実験に使われた際には狼狽する姿を見せたり、対照的な性格のデスコーピオンとは意見が合わないながらも仲違いはしないなど、仲間意識がないわけではない様子。第43話ではミスティ・ホーンに「トゲトゲ」呼ばわりされた上、闇の恐怖で病み上がりになったこともあった。
第48話にて、爆弾用の雨を浴びてしまったことから、自身も生体時限爆弾になってしまう。第49話で死なばもろともとビーファイターに最後の戦いを挑み、ゆいを人質に取るが、メダル戦士たちに奪還された上、スピニングボンバー、ライトニングキャノン、ソニックプレッシャー、ビームシャワー、カブトニックバスターを受けて敗北。メルザードの手によって、未完成ながらも生体時限爆弾を起動させられ、敵であるビーファイターに助けを求めながら爆死した。

魔剣鎧将キルマンティス（）
カマキリのビークラッシャー。北太平洋沿岸でデズルがコスモアカデミアから奪ったカマキリメダルから誕生。
剣の達人で、2本の鎌状の剣フェリンガースナイプによる急降下斬りキラーハンズは、ネオインセクトアーマーの装甲を切り裂く威力を持つ。装甲は相手の攻撃エネルギーをそのまま弾き返すことも可能。
切り刻むことに喜びを感じており、「切る」や「首」に対しての挑発的な発言をすることが多い。
第48話でビートルベースに侵入。ビーザックとのタッグでカブトと戦い、ライナーブラストでダメージを負いながらもネオビートマシンもろとも自爆した。

変幻鎧将ビーザック（）
スズメバチのビークラッシャー。南米大陸でライジャがコスモアカデミアから奪ったスズメバチメダルから誕生。
右腕の針ハードックショッカーで刺された者は、精神を破壊するほどの強烈な幻覚を見る。変幻自在の変身能力に加え、姿や気配を消す能力は探知機に引っかからないほどに強力。このため、「ビークラッシャー一の忍」の異名を持つ。
「突き刺してやる」を口癖としている反面、ひょうきんな態度も目立つ。飛行能力を活かして、ドードをよくからかっている。第42話ではサンタクロース姿を披露。第43話ではミスティ・ホーンに「ハエ男」呼ばわりされ、さらに闇の恐怖で病み上がりになったこともあった。
第48話でビートルベースに侵入。キルマンティスとのタッグでカブトと戦い、ライナーブラストでダメージを負いながらもネオビートマシンもろとも自爆した。

### メルザード一族の戦力
メルザードス
メルザード一族の巨大戦闘要塞。その正体は、マザーメルザードによって生み出された超巨大な生命体。
- デザインは野口竜が担当。モチーフは深海魚や古代魚。

ギドーバ
メルザードスから発進する戦闘機。これもマザーメルザードによって生み出された生命体で、自らの意思で動いている。
複数のギドーバが合体し戦車モードとなる。通称・「生体戦闘タンク」。その形状から甲平は「イモムシ野郎」と呼んでいる。
- デザインはマイケル原腸が担当。

## 超次元昆虫伝説
超次元昆虫伝説とは、有史以前から永きに渡る光の陣営と闇の陣営との戦いの記録である。ビーファイターとメルザードの戦いの背景とされ、そして初代ビーファイターとジャマールとの戦いの発端ともなっている。
遥か昔、高次元に生命と誕生を司る光の意思と、全てを破壊し無に帰す闇の意思の2つの意思があった。この2つの意思は2億年もの長きに渡って戦い続け、幾多の星がその犠牲となった。最終的にはカブテリオスとクワガタイタンが闇の意思を倒し、宇宙に平和がもたらされた。だが闇の意思は死に際に、自らの遺志を継ぐ破壊の存在として子孫を残していた。それが初代ビーファイターの仇敵ガオーム、そしてマザーメルザードである。一方で光の意思の陣営の子孫が現代に生きる昆虫たちとされ、そして光の意思を受け継ぐ現代の光の戦士が、老師やビーファイターなのである。
また、カブテリオスは闇の意思を倒した後、悪用を防ぐために光の意思により封印されたが、この封印として用いられたのが8つのインセクトメダルである。初代ビーファイターがジャマールを倒した際に次元が割け、そこから地球上にもたらされたメダルによって、4人の新ビーファイターと4人のビークラッシャーが生み出された。

## キャスト
前作に存在していたナレーター専任者は本作品ではキャスティングされておらず、本編および次回予告のナレーションを小山内勝役の山口良一が担当していた（ただし小山内博士不在の回では主に甲平役の中里がナレーションをしていた。）。
フリオ・リベラ役には、ブルービートやビーファイターカブトのスーツアクターを務める高岩成二が起用された。高岩によればJAC社長の金田治から直々に任命されたが、起用理由については知らされていないという。

### レギュラー・準レギュラー
- 鳥羽甲平 / BFカブト：中里栄臣
- 橘健吾 / BFクワガー：安達直人
- 鮎川蘭 / BFテントウ：栗栖ゆきな
- 小山内博士：山口良一（除く第33,49話）
- 鳥羽ゆい：麻生かおり（第1 - 6,10,16,17,19,20,25 - 29,32,36,41 - 43,47 - 50話）
- マック・ウィンディ / BF・ヤンマ：ルーベン・ラングダン（第28,29,34,35,43,49,50話）
- フリオ・リベラ / BF・ゲンジ：高岩成二（第30,35 - 37,45,49,50話）
- 李文 / BF・ミン：安斉英樹（第31,35,39,43,49,50話）
- ソフィー・ヴィルヌーブ / BF・アゲハ：橋本麗香（第32,33,35,40,44,49,50話）
- 甲斐拓也 / ブルービート：土屋大輔（第1,25 - 27,47話）
- 片霧大作 / ジースタッグ：金井茂（第25 - 27,47話）
- 鷹取舞 / レッドル：巴千草（第25 - 27,47話）
- ライジャ：大岡旭（第1 - 27,36 - 39,41 - 50話）
- ミオーラ：吉尾亜希子（第1 - 27,32,33,37,39,46,49,50話）

### 声の出演
- マック・ウィンディ（第28,29,34,35話） / BF・ヤンマ（第28,29,34,35,43,49話）：遠近孝一
- ビット：半場友恵（第1 - 25,27,31,35,39,40,48,50話）
- 老師：田中康郎（第1,25 - 29,32 - 35,46,47話）
- アストラルセイバー：大友龍三郎（第33 - 35,38話）
- マザーメルザード（第1 - 49話）→ジャドーマザーラ（第49,50話）：山崎和佳奈
- デズル：塩沢兼人（第1 - 26,28 - 31,36 - 39,41 - 48話）
- ドード：増岡弘（第1 - 26,28 - 33,37,39,41 - 48話）[注釈 28]
- BC・デスコーピオン：稲田徹（第28 - 35,38 - 45,47 - 50話）
- BC・ムカデリンガー：天田益男（第28 - 35,38 - 45,47 - 49話）
- BC・キルマンティス：石井隆夫（第28 - 35,38 - 45,47,48話）
- BC・ビーザック：青山穣（第28 - 35,38,39,41 - 45,47,48話）

### 主なゲスト
- 中島めぐみ：岡部令子（2話）
- 中島たかし：飯塚恭平（2話）
- 平野敏司：永田耕一（2、8話）
- あかね：山口明寿香（3話）
- 遠藤アツコ：大嶺美香（5話）
- アキオ：坂本裕史（5話）
- ユミコ：清水江梨（5話）
- 源造：松野健一（6話）
- 菊之介：山崎猛（6話）
- 辰吉：三遊亭円龍（6話）
- 矢野和也：吉田晃太郎（7話）
- 矢野なつみ：小川真澄（7話）
- 矢野龍三郎：栗原敏（7話）
- 教頭：小倉雄三（8、16話）
- 今今亭コン助：水島新太郎（9話）
- 師匠：春延朋也（9話）
- エイジ：徳山秀典（10話）
- トオル：渡貫良児（10話）
- ヤスオ：雨宮章郎（10話）
- 甲平の友人：菅原剛（10、14話）
- 白石エリカ：川村ティナ（11話）
- ヒロシ：内野謙太（12話）
- 俊介：望月祐多（13話）
- 鉄馬堂主人：鴨川てんし（13話）
- 五月遥：西牟田恵（14話）
- 早瀬マリ：佐藤里奈（15話）
- 早瀬和美：酒井万里子（15話）
- プリティキャスト：レオナ、エレナ（16話）
- 直也：福場康之（16話）
- 医師：若尾義昭（17話）
- 係員：石垣広文（17話）
- カナ：梅宮亜須加（18話）
- リーアの声：野沢由香里（18話）
- マリナ：岡みさを（19話）
- 水泳部のキャプテン：内山敦之（19話）
- 平岡芳蔵：鈴木一馬（20話）
- 平岡徳子：中武佳奈子（20話）
- 中川恭一：平井将秀（21話）
- リポーター：福士秀樹（21話）
- 刈谷文三：外波山文明（22話）
- 関口俊：牟田将士（23話）
- いじめっ子：森裕悟、高村祐毅、多田裕一、小川一樹（23話）
- 医師：白山照彦（23話）
- チカコ：海宝茜（24話）
- 教頭：岩田博行（24話）
- ビーザックが化けた男：浜田道彦（32話）
- ソフィーの演奏を聴きに来た人：小柳洋子（32話）
- キャビンアテンダント：廣嶋直子（34話）
- 作原利雄（37話）
- 医師：松相敏夫（37,43話）
- 菊池隆志（40話）
- アナウンサー：岸本功（42話）
- エリ：保富菜那子（44話）
- 鈴木ユキオ：馬場敏也（44話）
- ユキオの母：松本じゅん（44話）
- 美術館職員：阿部渡（45話）
- BFファンの子供：三枝永利、立川大和（45話）
- 高野隆一：石井洋祐（46話）
- 高野の妻：佐藤吏香子（46話）
- 高野の息子：鈴木湧太（46話）
- 少年：大澤佑介（50話）
- 白いカブトの声：吉水孝宏（50話）

### スーツアクター
前作でブルービートを演じていた岡元次郎は『超光戦士シャンゼリオン』へ移ったため、本作品では日下秀昭がメインアクターを務めた。
- BFカブト（アップ）[56][5]、カブテリオス[56][5]：日下秀昭
- BFカブト（アクション）[出典 1]、BFヤンマ[55][20][注釈 29]、BFゲンジ[出典 2][注釈 30]：高岩成二
- BFカブト（アクション）[60]：前田浩
- BFクワガー（アクション）[61]、BFミン[62]、ムカデリンガー[61]、クワガタイタン[61]：今井靖彦
- BFテントウ（アップ）[63]：橋本恵子
- BFゲンジ[62]：宮崎剛
- BFヤンマ[64]：伊藤慎
- デズル[65]：千田義正
- 老師[66]、ドード[65]：藤本幸太郎
- デスコーピオン[67]：岡元次郎
- ビーザック[68]：石垣広文

## スタッフ
前作までチーフプロデューサーを務めた堀長文は、同年放送のテレビドラマ『刑事追う!』（テレビ東京系列）を担当するためにシリーズを降板。これに伴い本作品より正式に日笠淳がチーフプロデューサーに昇格した。
脚本・演出に関しては概ね前作から続投の者が多いが、前作を演出した坂本太郎と渡辺勝也が『激走戦隊カーレンジャー』に移ったため、長らくスーパー戦隊シリーズに関わった東條昭平が二人に替わって演出した。演出ライター陣の一人である鷺山京子、演出の東條と三ツ村鐵治、そして長らくメタルヒーローシリーズに携わってきた撮影技師の浄空（瀬尾脩）など、本作品を最後に東映特撮から離れたスタッフもいる。他方、前作まで助監督兼任だった石田秀範が本作品より正式にローテーション入りを果たし、最終回も含め全体の1/4もの演出を担当した。
キャラクターデザインは、前作から引き続き参加の面々に加え、野口竜が参加。原田吉朗は、個別に発注を受けたのではなくコンペ形式のような進行であったと証言している。
音楽は前作にて主題歌・挿入歌の作編曲のほとんどを手がけた石田勝範が起用され、本作品では主題歌の編曲を手がけた川村栄二と入れ替わる形となった。また本作品の主題歌はそれまでスーパー戦隊シリーズに参加していた樫原伸彦が手がけたほか、挿入歌には前作の主題歌を担当した石原慎一や遠藤正明らが担当している。
- プロデューサー：梶淳→岩本太郎→上田めぐみ（テレビ朝日）、日笠淳（東映）
- 原作：八手三郎
- 連載：テレビマガジン、たのしい幼稚園、てれびくん、幼稚園、テレビランド
- 脚本：宮下隼一、扇澤延男、浅香晶、小林靖子、鷺山京子
- 音楽：石田勝範
- 撮影：浄空
- 撮影、計測：小泉貴一、内田正司
- 計測、撮影助手：岡部正治
  - 撮影助手：相葉実、倉田幸治
- 照明：斉藤久、吉岡伝吉
  - 照明助手：森野茂樹、千葉靖夫、高橋一彦
- 美術：野尻均、大嶋修一
- 録音：太田克己
  - 録音助手：井上泰明、内藤泰志
- 編集：菅野順吉
  - 編集助手：菊地健一
  - ネガ編集：長田直樹
- 計測：斉藤健、臼木敏博
- 記録：深沢いづみ、栗原節子、吉田由香、高橋久美子
- 選曲：金成謙二
- 音響効果：大野義彦、大泉音映
- 助監督：石田秀範、加藤弘之、安養寺工、岩原直樹、鈴村展弘、目黒圭一
- プロデューサー補：丸山真哉
- 進行主任：東正信、鳥山佳克、有澤広己
  - 進行助手：有澤広己
- 制作事務：石垣紘一
- 制作担当：橋本鉄雄
- 操演：羽鳥博幸、宇田川幸夫、橋本一輝
- 美粧：福居真紀子、若村和代、サンメイク
- 衣裳：戸塚麻由美、丸子里織、東京衣裳新社
- 装置：東映美術センター、紀和美建
  - セット付：内田太郎
- 装飾：鈴木堅忍、小林正樹、大晃商会、アップルコンピュータ
- ミニチュア造型：東陽モデル、ミューロン
- カースタント：タケシレーシング
- 企画協力：企画者104
- キャラクターデザイン：原田吉朗、マイケル原腸、大畑晃一、森木靖泰[注釈 31]、岡本英郎
- キャラクターデザイン、イラスト：野口竜
- ビットCG：河野ナリヒロ
- 造型：前澤範
- キャラクター製作：レインボー造型企画
- 視覚効果：長部恭平、映画工房→日本映像クリエイティブ
- 現像：東映化学 ファインネガ・ビデオシステム
- 技術協力：東通
- 広報：奥村彰浩、鈴木かおり（テレビ朝日）
- 車輌協力：スズキ株式会社
- 特撮:特撮研究所
  - 操演：鈴木昶
  - 撮影：中根伸治
  - 照明：保坂芳美
  - 美術：木植健次
- 特撮監督：尾上克郎
- アクション監督：竹田道弘、新堀和男（ジャパンアクションクラブ）
- 監督：東條昭平、三ツ村鐵治、石田秀範、金田治
- 制作：テレビ朝日、東映、ASATSU

## 音楽
本作品では前作とは逆に劇伴曲を石田勝範が、主題歌の編曲を川村栄二がそれぞれ担当している。また本作品ではシリーズで初めてサウンドトラック・アルバムが第2巻まで発売され、これに伴いシリーズ初の劇伴全曲の商品化を達成しているが、挿入歌のインストゥルメンタル版の一部が未音源化となっている。
本作品の劇伴の一部は次作の『ビーロボカブタック』でも使用された。

### 主題歌・挿入歌
オープニングテーマ「ビーファイターカブト」
作詞：阿木燿子 / 作曲：宇崎竜童 / 編曲：川村栄二 / 歌：樫原伸彦
本作品では前作までとは異なり、最終回のエンディングを本編と一体化させており、曲もオープニング曲のフルコーラスが使用された。スーパー戦隊シリーズでは既に定着していた方式であるが、本シリーズでは初の試みである。
エンディングテーマ「大声で歌えば」（1 - 49話）
作詞：阿木燿子 / 作曲：宇崎竜童 / 編曲：川村栄二 / 歌：樫原伸彦
最終回ではインストゥルメンタル版が使用された。

挿入歌
「Wake up Justice」（第3・4・20・49話）
作詞：阿木燿子 / 作曲：宇崎竜童 / 編曲：川村栄二 / 歌：石原慎一
第5・6・10・14・15話ではインストゥルメンタル版、46話では前後奏のみが使用された。
「GET READY! NEO BEETMACHINE!」（第7・14・20話）
作詞：八手三郎 / 作曲・編曲：近藤正明 / 歌：石原慎一
第28話ではインストゥルメンタル版が使用された。
「超重甲!」（第10話）
作詞：八手三郎 / 作曲・編曲：石田勝範 / 歌：遠藤正明
第8・9話ではインストゥルメンタル版、29話では前奏のみが使用された。
「VS. ビーファイター〜邪悪な一族の野望〜」
作詞：前田耕一郎 / 作曲・編曲：近藤正明 / 歌：石原慎一
第7・14話ではインストゥルメンタル版、第8話では前奏のみが使用された。
「ヒーローになる日」（第9・14・16話）
作詞：佐藤ありす / 作曲・編曲：石田勝範 / 歌：プリティキャスト
プリティキャストがゲスト出演した第16話では挿入歌としてカラオケ版と併用され、また本人たちが歌う劇中歌としても使用された。
「永遠の虹を夢見て」
作詞・作曲・歌：樫原伸彦 / 編曲：東海林修
第19話では前奏のみが使用された。
「無敵のフォーメーション!ビーファイター！」（第8・12・25話）
作詞：前田耕一郎 / 作曲・編曲：石田勝範 / 歌：石原慎一
第12話ではインストゥルメンタル版と併用され、第11話ではカラオケ版、第13・16話ではインストゥルメンタル版のみが使用された。
「両手で抱きしめたい」（第7・11・41話）
作詞：阿木燿子 / 作曲：宇崎竜童 / 編曲：川村栄二 / 歌：石原慎一
第11話ではインストゥルメンタル版と併用され、第9話ではカラオケ版、第30話ではインストゥルメンタル版のみが使用された。
「SAVING THE WORLD〜夢は野望に負けない」（第28 - 30・32・35・44話）
作詞：前田耕一郎 / 作曲・編曲：石川恵樹 / 歌：遠藤正明
劇中での新BF4人の活躍に合わせ、1番（ヤンマ）が第28・29話、2番（ゲンジ）が第30話、3番（ミン）が第35話、4番（アゲハ）が第32・44話でそれぞれ使用された。
また、第31・33・35・39話ではインストゥルメンタル版が使用された。
「ビークラッシャー〜恐怖の四鎧将〜」（第28話）
作詞・歌：小西一弘 / 作曲・編曲：松澤浩明
第29話ではカラオケ版、第31話では前後奏、第37話ではインストゥルメンタル版が使用された。
「幾千の光集まる時〜大甲神カブテリオスのテーマ〜」（第35・36・38・41・50話）
作詞：八手三郎 / 作曲・編曲：石田勝範 / 歌：石原慎一
第30・40話では前奏、第42話ではインストゥルメンタル版のみが使用され、第35・36・38話ではインストゥルメンタル版と併用された。
「Here we Go!」（第39話）
作詞：大賀玉之輔 / 作曲・編曲：樫原伸彦 / 歌：甲平、健吾、蘭
第39話ではAパートで前奏のみ、Bパートで1番が使用された。
「恐怖の軍団」（第36話）
作詞：前田耕一郎 / 作曲・編曲：石川恵樹 / 歌：石原慎一
第28話ではカラオケ版とインストゥルメンタル版が併用され、第29・37話ではカラオケ版のみが使用された。
「Get up! Stand up!」（第33・39・49話）
作詞：小西一弘 / 作曲・編曲：石田勝範 / 歌：遠藤正明
第30話ではカラオケ版、第34話ではインストゥルメンタル版、第31・32・37話では前後奏、第45話では後奏、第50話では前奏のみが使用された。
「か・わ・ゆ・いガンバ！―YUIのテーマ―」（第32話）
作詞：大賀玉之輔 / 作曲・編曲：石田勝範 / 歌：プリティキャスト
第34話ではカラオケ版、第41話ではインストゥルメンタル版、第42話では前奏のみが使用された。
「Last Soldier」（第31・33・34話）
作詞・作曲・編曲・歌：樫原伸彦
第31話ではインストゥルメンタル版と併用され、第32話ではインストゥルメンタル版、第37・41話では前後奏のみが使用された。

挿入歌（前作からの流用）
「重甲ビーファイター」（第25 - 27・47話）
第47話ではインストゥルメンタル版と併用された。
「今こそ勝利を」
第26話では前奏のみが使用された。
「進め!昆虫戦士」（第26話）
「戦え!!メガヘラクレス」（第27話）

## 放送日程
| 放送日         | 放送回 | サブタイトル        | 登場メルザード怪人、その他 | 脚本     | 監督       |
| -------------- | ------ | ------------------- | --- | -------- | ---------- |
| 1996年03月03日 | 1      | 2代目は高校戦士     | - 巨象獣エレバンモス（声：根本央紀）                                                                                                   | 宮下隼一 | 東條昭平   |
| 3月10日        | 2      | 三葉虫は放課後誘う  | - 三葉獣ザザンヨーダ（人間態（城戸先生）：井上智之、声：千田義正）                                                                     | 宮下隼一 | 東條昭平   |
| 3月17日        | 3      | 目覚めよ!! 新マシン | - 凶竜獣ディノザーラ（声：藤本幸太郎）                                                                                                 | 宮下隼一 | 三ツ村鐵治 |
| 3月24日        | 4      | 誓え!! 熱きクワガタ | - 凶竜獣ディノザーラ（声：藤本幸太郎）                                                                                                 | 宮下隼一 | 三ツ村鐵治 |
| 3月31日        | 5      | 大逆転去りゆく君へ  | - 甲亀獣ガメゲロン（声：石黒久也） | 扇澤延男 | 石田秀範   |
| 4月07日        | 6      | 桜祭りで大乱戦!!    | - 土竜獣モゲラード（声：佐藤正治） | 浅香晶   | 石田秀範   |
| 4月14日        | 7      | 友に捧ぐ怒りの鉄拳  | - 覆星獣ヒトデナジル（声：藤本幸太郎）                                                                                                 | 宮下隼一 | 東條昭平   |
| 4月21日        | 8      | カブトついに退学!?  | - 炎蟻獣バネリア（声：藤本幸太郎） | 小林靖子 | 東條昭平   |
| 4月28日        | 9      | 弟子入り落語怪物!!  | - 歯貝獣ネズガイラ（声：大塚明夫） | 扇澤延男 | 三ツ村鐵治 |
| 5月05日        | 10     | 対決格闘技マスター  | - 跳拳獣ガンガルー（声：宇垣秀成） | 浅香晶   | 三ツ村鐵治 |
| 5月12日        | 11     | 涙の海を越えて撃て  | - 貪魚獣シーラガンザ（声：米山信之）                                                                                                   | 宮下隼一 | 金田治     |
| 5月19日        | 12     | 謎?! 化石の夢幻迷宮 | - 棘幻獣ザボデーラ（声：中村秀利） | 鷺山京子 | 金田治     |
| 5月26日        | 13     | チェンジ!! 爆走博士 | - 獄鎌獣ヘルガーマ（人間態（ガマ男）・声：藤原堅一）                                                                                   | 浅香晶   | 石田秀範   |
| 6月02日        | 14     | 罠の街消された悲鳴  | - 蝙蝠獣ザイレーン | 小林靖子 | 石田秀範   |
| 6月09日        | 15     | 恐怖病棟に潜入せよ  | - 化身獣イソギララ（人間態（女医）：亀井洋子、声：依田英助）                                                                           | 宮下隼一 | 東條昭平   |
| 6月16日        | 16     | 救え学園祭アイドル  | - 牙虎獣ドラファイヤー（声：江川央生）                                                                                                 | 宮下隼一 | 東條昭平   |
| 6月23日        | 17     | 戦う恋占い日記!!    | - 海蠍獣カイザゾラー（人間態（ロマネスク・愛）・声：米山信之）                                                                         | 宮下隼一 | 三ツ村鐵治 |
| 6月30日        | 18     | 絶滅花2億年の復讐   | - 滅花獣グロバ（声：小池浩司） | 鷺山京子 | 三ツ村鐵治 |
| 7月07日        | 19     | 夏の彼女は人魚姫?!  | - 熱果獣パイナプラー（声：堀川亮） | 浅香晶   | 石田秀範   |
| 7月14日        | 20     | 河童訪ねて三千里!!  | - 水棲獣カッパラパ（声：沼田祐介） | 扇澤延男 | 石田秀範   |
| 7月21日        | 21     | 雨を呼べ泣き虫英雄  | - 灼風獣ザースト（声：諏訪部順一） | 小林靖子 | 東條昭平   |
| 7月28日        | 22     | 轟く三味線炎の女将  | - 変色獣ガメレオーダ（声：横井弦之助）                                                                                                 | 宮下隼一 | 東條昭平   |
| 8月04日        | 23     | 誇りの荒野を走れ!!  | - 毒鰭獣オコゼゼゼ（声：風間信彦） | 扇澤延男 | 三ツ村鐵治 |
| 8月11日        | 24     | 夏休み!! 怪談教室   | - 霊魔獣ザンショーオー（声：岸野幸正） - 幽霊怪人 - 幽霊・妖怪たち                                                                     | 鷺山京子 | 三ツ村鐵治 |
| 8月18日        | 25     | 帰ってきたアイツ達  | - 蛇妖獣ヘビューザ（声：塚本廣子） | 宮下隼一 | 金田治     |
| 8月25日        | 26     | 悪夢!! BF対BF       | - 蛇妖獣ヘビューザ - 恐武獣ドリケライジャ（声：宇垣秀成）                                                                              | 宮下隼一 | 金田治     |
| 9月01日        | 27     | 6大戦士絶体絶命     | - 恐竜武人ライジャ - 恐武獣ドリケライジャ                                                                                              | 宮下隼一 | 金田治     |
| 9月08日        | 28     | 見参!! 風の昆虫戦士 | - ビークラッシャー四鎧将 | 宮下隼一 | 東條昭平   |
| 9月15日        | 29     | 暴れん坊ムカデ将軍  | - ビークラッシャー四鎧将 | 宮下隼一 | 東條昭平   |
| 9月22日        | 30     | 輝けゲンジ大地の力  | - 魔剣鎧将キルマンティス - 変幻鎧将ビーザック（人間態（老女）：藤あけみ）                                                              | 鷺山京子 | 石田秀範   |
| 9月29日        | 31     | 合体最強銃と哀戦士  | - デズル・ザ・グレート | 扇澤延男 | 石田秀範   |
| 10月06日       | 32     | 響け美しき蝶の旋律  | - ビークラッシャー四鎧将 | 浅香晶   | 三ツ村鐵治 |
| 10月13日       | 33     | つかめ!! 伝説の神剣 | - ビークラッシャー四鎧将 | 浅香晶   | 三ツ村鐵治 |
| 10月20日       | 34     | 制圧!? BF敗北の日   | - ビークラッシャー四鎧将 | 宮下隼一 | 東條昭平   |
| 10月27日       | 35     | 闇を裂け復活の巨神  | - ビークラッシャー四鎧将 | 宮下隼一 | 東條昭平   |
| 11月10日       | 36     | 卑劣!! 魔兄弟の逆襲 | - 恐竜武人ライジャ（強化） - 深海魚人デズル（強化）                                                                                    | 小林靖子 | 石田秀範   |
| 11月17日       | 37     | 倒せ不死身の新怪人  | - 暗黒合成獣アラジビレイ（声：千田義正）                                                                                               | 鷺山京子 | 石田秀範   |
| 11月24日       | 38     | 悪夢のオオクワガタ  | - 邪甲神クワガタイタン | 宮下隼一 | 三ツ村鐵治 |
| 12月01日       | 39     | 無惨!! BFが溶ける   | - 暗黒合成獣トカスズラ（声：笹岡繁蔵）                                                                                                 | 扇澤延男 | 三ツ村鐵治 |
| 12月08日       | 40     | 駆け抜けろ恋の迷宮  | - 冷血鎧将ムカデリンガー - 魔剣鎧将キルマンティス                                                                                      | 小林靖子 | 東條昭平   |
| 12月15日       | 41     | ルール無用頂上決戦  | - 恐竜武人ライジャ（強化） - 猛毒鎧将デスコーピオン - 邪甲神クワガタイタン                                                             | 浅香晶   | 東條昭平   |
| 12月22日       | 42     | カブトの月世界旅行  | - 邪甲神クワガタイタン - 闇の意志の亡霊（声：井上瑤）                                                                                  | 宮下隼一 | 石田秀範   |
| 12月29日       | 43     | 闇の娘はBFキラー    | - 一角獣ミスティホーン（演：倉恒由美子・声：上村典子）                                                                                 | 浅香晶   | 石田秀範   |
| 1997年01月05日 | 44     | 悪魔少女来たりて…   | - 悪魔獣ザダン（声：加藤精三） | 鷺山京子 | 三ツ村鐵治 |
| 1月12日        | 45     | BF!! 歴史に挑戦     | - ビークラッシャー四鎧将 | 扇澤延男 | 三ツ村鐵治 |
| 1月19日        | 46     | 超重甲ストライキ!   | - 恐竜武人ライジャ（強化） - 深海魚人デズル（強化） - 昆虫剣士ミオーラ - 石貝侍従ドード                                                | 小林靖子 | 東條昭平   |
| 1月26日        | 47     | BFの父 老師死す!!   | - 波動獣ダーグリフォン（声：岸野幸正）                                                                                                 | 宮下隼一 | 東條昭平   |
| 2月02日        | 48     | BF基地大爆破?!      | - 深海魚人デズル（強化） - 石貝侍従ドード - 冷血鎧将ムカデリンガー - 魔剣鎧将キルマンティス - 変幻鎧将ビーザック（人間態：神崎淳）     | 宮下隼一 | 東條昭平   |
| 2月09日        | 49     | 地球滅亡の夜明け    | - マザーメルザード（ジャドーマザーラ） - 恐竜武人ライジャ（強化） - 昆虫剣士ミオーラ - 猛毒鎧将デスコーピオン - 冷血鎧将ムカデリンガー | 宮下隼一 | 石田秀範   |
| 2月16日        | 50     | ラストバトル        | - ジャドーマザーラ - 恐竜武人ライジャ（強化） - 昆虫剣士ミオーラ - 猛毒鎧将デスコーピオン                                              | 宮下隼一 | 石田秀範   |

## 放映ネット局
| 放送対象地域  | 放送局           | 系列                          | 備考               |
| ------------- | ---------------- | ----------------------------- | ------------------ |
| 関東広域圏    | テレビ朝日       | テレビ朝日系列                | 制作局             |
| 北海道        | 北海道テレビ     | テレビ朝日系列                |                    |
| 青森県        | 青森朝日放送     | テレビ朝日系列                |                    |
| 岩手県        | 岩手朝日テレビ   | テレビ朝日系列                | 1996年10月開局から |
| 宮城県        | 東日本放送       | テレビ朝日系列                |                    |
| 秋田県        | 秋田朝日放送     | テレビ朝日系列                |                    |
| 山形県        | 山形テレビ       | テレビ朝日系列                |                    |
| 福島県        | 福島放送         | テレビ朝日系列                |                    |
| 新潟県        | 新潟テレビ21     | テレビ朝日系列                |                    |
| 長野県        | 長野朝日放送     | テレビ朝日系列                |                    |
| 山梨県        | テレビ山梨       | TBS系列                       |                    |
| 静岡県        | 静岡朝日テレビ   | テレビ朝日系列                |                    |
| 石川県        | 北陸朝日放送     | テレビ朝日系列                |                    |
| 福井県        | 福井放送         | 日本テレビ系列 テレビ朝日系列 |                    |
| 中京広域圏    | 名古屋テレビ     | テレビ朝日系列                |                    |
| 近畿広域圏    | 朝日放送         | テレビ朝日系列                | [ 注釈 39 ]        |
| 島根県 鳥取県 | 山陰放送         | TBS系列                       |                    |
| 広島県        | 広島ホームテレビ | テレビ朝日系列                |                    |
| 山口県        | 山口朝日放送     | テレビ朝日系列                |                    |
| 香川県 岡山県 | 瀬戸内海放送     | テレビ朝日系列                |                    |
| 愛媛県        | 愛媛朝日テレビ   | テレビ朝日系列                |                    |
| 高知県        | テレビ高知       | TBS系列                       |                    |
| 徳島県        | 四国放送         | 日本テレビ系列                |                    |
| 福岡県        | 九州朝日放送     | テレビ朝日系列                |                    |
| 長崎県        | 長崎文化放送     | テレビ朝日系列                |                    |
| 熊本県        | 熊本朝日放送     | テレビ朝日系列                |                    |
| 大分県        | 大分朝日放送     | テレビ朝日系列                |                    |
| 鹿児島県      | 鹿児島放送       | テレビ朝日系列                |                    |
| 沖縄県        | 琉球朝日放送     | テレビ朝日系列                |                    |

## 映像ソフト化
いずれも発売元は東映ビデオ。
- ビデオ（VHS、セル・レンタル共通）は1997年3月から1998年2月にかけて全12巻がリリースされている。
- テレビシリーズを再編集したHEROクラブのビデオが2巻リリースされている。
- DVDは2006年11月21日から2007年3月21日にかけて全5巻が発売された。各巻2枚組・10話収録。

## 他作品への客演
『ビーロボカブタック クリスマス大決戦!!』
次作『ビーロボカブタック』のオリジナルビデオ作品。本作品からはビーファイターカブトがゲスト出演。また甲平役の中里栄臣も、同作品では別役として出演している。

## CS放送・ネット配信
CS放送
- 東映チャンネル…2008年10月 - 2009年4月（「GO! GO! ヒーローズ」枠）

ネット配信
- 東映特撮 YouTube Official…2013年6月17日 - 12月8日、2016年12月4日 - 2017年5月28日、2021年2月26日 - 8月20日

## 海外版
重甲ビーファイターと同じく、『ビートルボーグ・メタリックス』として編集されアメリカで放送された。日本版と違い、前作の少年たちが引き続き登場する。また、日本では発売されなかった「ボロン（クワガタイタン）」の玩具も売り出された。
この他、後年制作された『パワーレンジャー・ワイルドフォース』において、ビーファイターシリーズの着ぐるみが再登場している。